# Champignolles (Eure)
Champignolles ist eine Ortschaft und eine ehemalige französische Gemeinde mit 37 Einwohnern (Stand: 1. Januar 2022) im Département Eure in der Region Normandie. Sie gehört zum Arrondissement Bernay und zum Kanton Breteuil. Die Einwohner werden Champignollais genannt.
Mit Wirkung vom 1. Januar 2019 wurden die früheren Gemeinden La Vieille-Lyre und Champignolles zur namensgleichen Commune nouvelle La Vieille-Lyre zusammengeschlossen und haben dort den Status einer Commune déléguée. Der Verwaltungssitz befindet sich im Ort La Vieille-Lyre.

## Geographie
Champignolles liegt etwa 28 Kilometer westsüdwestlich von Évreux am Risle, der die Commune déléguée im Westen und Norden begrenzt. Umgeben wird Champignolles von den Nachbargemeinden Mesnil-en-Ouche im Norden und Westen, La Ferrière-sur-Risle im Nordosten und Le Fidelaire im Osten und dem bisherigen La Vieille-Lyre im Süden und Südwesten.

## Bevölkerungsentwicklung
| Jahr                       | 1962 | 1968 | 1975 | 1982 | 1990 | 1999 | 2006 | 2013 |
| Einwohner                  | 26   | 17   | 19   | 20   | 27   | 28   | 36   | 39   |
| Quellen: Cassini und INSEE |      |      |      |      |      |      |      |      |

## Sehenswürdigkeiten

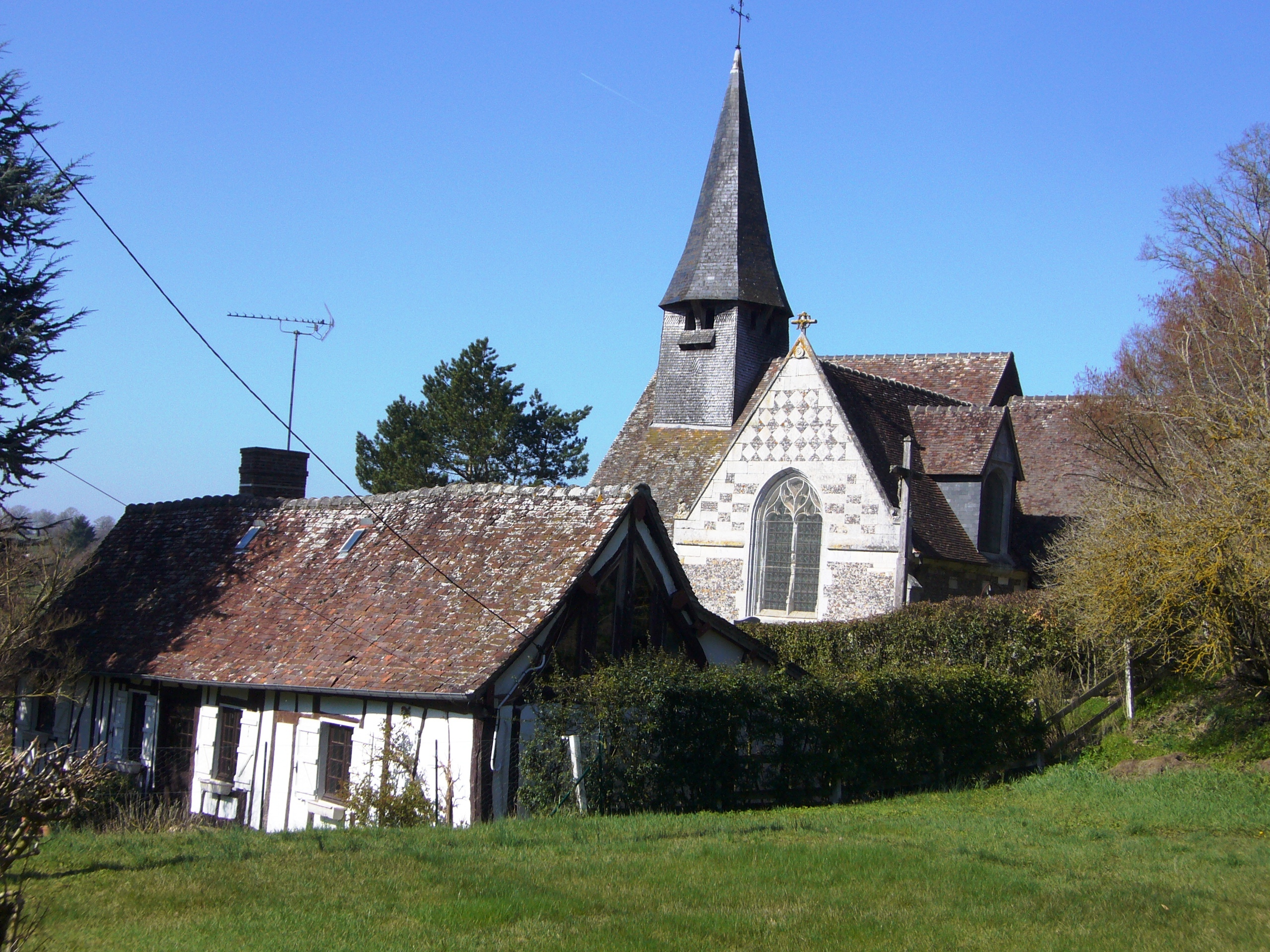
Kirche Saint-Gilles-Saint-Loup

- Kirche Saint-Gilles-Saint-Loup